# Faucaria felina subsp. tuberculosa
Faucaria felina subsp. tuberculosa, una subespècie de Faucaria felina, és una planta suculenta que pertany a la família de les aïzoàcies. És originària de Sud-àfrica.

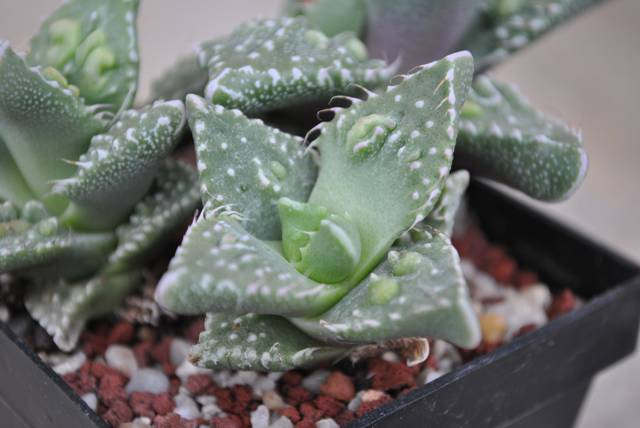
Detall de la planta

## Descripció
És una petita planta suculenta perennifòlia que assoleix una mida de 7 cm d'altura a una altitud de 520 - 980 metres i creix concretament a la província sud-africana del Cap Oriental.
Creix en forma de roseta sobre una curta tija d'arrels carnoses. Cada roseta està és per 6 o 8 fulles decusades i gruixudes, gairebé semicilíndriques a la zona basal tendint a convertir-se en aquillades cap a la meitat, són de forma romboïdal o entre espatulada i alguna cosa allargada a lanceolada, en els marges tenen uns agullons cartilaginosos molt corbats cap a l'interior i freqüentment amb arestes.

## Taxonomia
Faucaria felina subsp. tuberculosa va ser descrit per (Rolfe) L. I.Groen i publicat en Bothalia 29: 42. 1999.
Sinonímia
- Mesembryanthemum tuberculosum Rolfe (1916) basiònim
- Faucaria tuberculosa (Rolfe) Schwantes[4]